# Austrian Audio

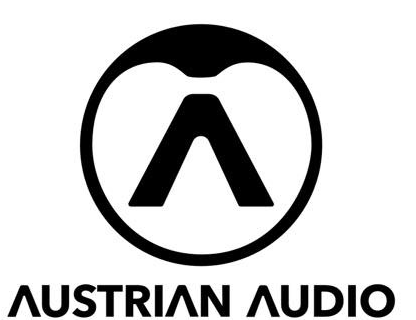
Logo de Austrian Audio

Austrian Audio es una empresa con sede en Viena especializada en el diseño y fabricación de micrófonos y auriculares para usuarios profesionales (tecnología de escenario y estudio).Fundada en julio de 2017, el establecimiento de la empresa fue motivado por el cierre de las oficinas de AKG Acoustics en Viena, Austria.

## Historia

### Antecedentes
Los orígenes de Austrian Audio se remontan al cierre de las operaciones de AKG Acoustics en Austria.Fundada en Viena en 1947 por los físicos Rudolf Görike y Ernst Pless, AKG Acoustics inicialmente suministraba equipos técnicos para cines, incluyendo altavoces, proyectores de cine y medidores de luz. El negocio se expandió lentamente y AKG comenzó a vender bocinas de automóviles, intercomunicadores de puerta, cápsulas de micrófono de carbono para teléfonos, auriculares y altavoces acolchados.Aunque AKG Acoustics inicialmente fabricaba sus productos en Austria, en respuesta a consideraciones de costos, la producción de productos de alta gama fue posteriormente trasladada a Eslovaquia, mientras que otros productos fueron fabricados en China.
En 1993, AKG Acoustics fue adquirida por Harman International Industries por el valor simbólico de un Schilling.A fines de 2016, Harman fue adquirida por el coreano Samsung Group.Tras esta adquisición, se anunció que las ubicaciones de AKG en Austria, especialmente la fábrica en Viena con aproximadamente 130 empleados, serían completamente cerradas y reubicadas para mediados de 2017.Algunos empleados tuvieron la oportunidad de trasladarse a instalaciones en otros países, como Alemania o Hungría. Esencialmente, AKG Acoustics ha existido desde entonces solo como una marca dentro de la división de Harman del Samsung Group. El desarrollo de productos ahora es manejado por las instalaciones de Harman en Europa del Este.

### 2017-presente
En julio de 2017, tras el cierre completo del sitio de AKG en Austria, Austrian Audio fue fundada por un equipo central de 22 ex-empleados de AKG de los campos de gestión, acústica, electrónica, pruebas y medición, diseño mecánico, tecnología inalámbrica, así como software y firmware.